# Port lotniczy Gdynia-Kosakowo
Port lotniczy Gdynia-Kosakowo (inne funkcjonujące nazwy: Gdynia-Oksywie, Gdynia-Babie Doły) (kod IATA: QYD, kod ICAO: EPOK) – niedokończony port lotniczy. Lotnisko miało być przeznaczone dla obsługi tanich linii lotniczych, formalnie jest to w dalszym ciągu lotnisko wojskowe Gdynia-Oksywie/Babie Doły, położone w gminie Kosakowo nieopodal gdyńskich dzielnic Obłuże i Babie Doły, w odległości 32 km od lotniska im. Lecha Wałęsy w Gdańsku. Niewielki fragment południowej części lotniska (zakończenie głównej drogi startowej) znajduje się na obszarze Obłuża. Teren całego lotniska Gdynia-Kosakowo liczy 700 hektarów, a 85 procent podejść do lądowania na lotnisko odbywa się nad wodą. 7 maja 2014 Sąd Rejonowy w Gdańsku ogłosił upadłość likwidacyjną obiektu. Od 2006 r. na terenie lotniska odbywa się Open’er Festival.

## Infrastruktura
Lotnisko posiada dwie utwardzone drogi startowe: betonową na kierunku 13/31 o długości 2500 m, szerokości 60 m i nośności PCN 52 R/B/W/T, jak i asfaltobetonową na kierunku 08/26 o długości 790 m, szerokości 30 m i nośności PCN 19 F/B/Y/T
Od listopada 2007 r. na lotnisku działa system ILS, czyli radiowy system nawigacyjny wspomagający lądowanie samolotów w bardzo trudnych warunkach atmosferycznych. W 2009 r. wybudowano wieżę kontroli lotów o wysokości 22,3 metra, będącą jednym z najnowocześniejszych tego typu obiektów w Polsce.

## Historia
4 kwietnia 1936 miał miejsce pierwszy lot samolotu pasażerskiego na trasie Gdynia – Warszawa z lotniska w Rumi-Zagórzu. Lotnisko w Kosakowie wybudowano na terenie dawnego folwarku Amalienfelde jako zapasowe dla portu lotniczego w Rumi. Jego oficjalne otwarcie nastąpiło 1 maja 1935. W czasie okupacji z lotniska w Babich Dołach startowały samoloty Luftwaffe przeprowadzające próby związane z torpedami. Po wojnie teren przejęło wojsko.
W 2006 r. podpisano umowę w sprawie wykorzystania tego lotniska na potrzeby lotnictwa cywilnego. Stroną zarządzającą miał być zarząd lotniska w Gdańsku-Rębiechowie. W lipcu 2007 r. samorządy Gdyni i Kosakowa powołały spółkę „Port Lotniczy Gdynia-Kosakowo”, której celem było zorganizowanie pracy portu. Od 2007 r. na terenie lotniska trwały prace budowlane nad dostosowaniem infrastruktury do nowych potrzeb.
6 marca 2008 opublikowane zostało streszczenie raportu wykonanego na zlecenie Portu Lotniczego Gdańsk im. Lecha Wałęsy przez firmę konsultingową PriceWaterHouseCoopers oraz York Aviation dotyczące „Oceny zasadności i koncepcji przejęcia roli zarządzającego w porcie lotniczym Gdynia Kosakowo”. W raporcie tym znalazły się m.in. prognozy ruchu pasażerskiego lotniska w Gdańsku (zgodnie ze scenariuszem pesymistycznym, bazowym i optymistycznym odpowiednio 3,9 mln, 5,6 mln i 6,4 mln w 2015 r. z dalszą tendencją wzrostową, szczególnie w obszarze ruchu czarterowego i General Aviation) oraz dynamiczny wzrost przeładunków cargo (z ich oczekiwanym podwojeniem najpóźniej do 2015 r.). Zwracano uwagę na zasadność stworzenia klastra transportu lotniczego obejmującego dodatkowo porty lotnicze w Gdyni-Kosakowie i Pruszczu Gdańskim, który obejmując w pierwszej fazie porty trójmiejskie miałby charakter duopolu, jednak zaznaczono, że bieżący (według danych za rok 2007) ruch pasażerski i towarowy nie jest wystarczający do tego, aby inwestycje te rozpoczynać w najbliższych latach, w związku z czym zalecono „nieangażowanie się Portu Lotniczego Gdańsk na obecnym etapie w rozwój lotniska Gdynia Kosakowo głównie ze względu na pesymistyczne prognozy finansowe oraz możliwość przeszkodzenia w pełnym wykorzystaniu potencjału rozwoju lotniska w Gdańsku”. Za datę rentowności procesu przeniesienia ruchu General Aviation z portu w Gdańsku do portu Gdynia-Kosakowo raport podaje okolice lat 2021–2025. Zwrócono uwagę na fakt, że konflikt obu akcjonariuszy portu w Gdańsku nie dotyczy zasadności budowy drugiego portu, lecz terminu tej inwestycji.

31 marca 2009 na lotnisku rozbił się należący do Brygady Lotnictwa Marynarki Wojennej samolot An-28 Bryza-2RF, który wykonywał lot szkoleniowy. W katastrofie zginęli wszyscy znajdujący się na pokładzie, tj. czteroosobowa załoga samolotu. 
3 września 2009 ogłoszony został przetarg na plan generalny portu lotniczego o przepustowości 0,5 mln pasażerów rocznie, natomiast 18 grudnia oddano do użytku nową wieżę kontroli lotów.
18 października 2010 został ogłoszony przetarg na budowę terminalu pasażerskiego przeznaczonego do obsługi ruchu General Aviation.
W 2010 r. została powołana samorządowa spółka Pomorska Kolej Metropolitalna, której jednym z celów było skomunikowanie portu lotniczego w Kosakowie z aglomeracją trójmiejską.
W grudniu 2010 r. rozstrzygnięto konkurs na projekt terminalu w Gdyni-Kosakowie, który wygrała warszawska firma ATI. W początku 2012 r. prace budowlane przy jego realizacji rozpoczęła firma Sport Halls z Wrocławia, która za 20,9 mln zł w niespełna rok wybudowała terminal GA (General Aviation): parterowy obiekt o powierzchni zabudowy 3,9 tys. m² i kubaturze 21,3 tys. m³. Jednocześnie realizowana była budowa budynku dla lotniskowej straży pożarnej.
Do realizacji pozostały jeszcze modernizacja płyty postojowej dla samolotów (przewidywana realizacja w trybie zaprojektuj i wybuduj) oraz budowa bazy paliwowej.
Planowano, że przez pierwsze lata istnienia lotnisko będzie przyjmować niewielkie samoloty biznesowe, loty cargo i czarterowe. Według założeń biznesowych port lotniczy w Gdyni do roku 2030 miał być w stanie przyjąć 1,5 mln pasażerów rocznie. Zakładano, że po 10 latach wydatki portu lotniczego będą pokrywane przez przychody.
We wrześniu 2012 r. Polska powiadomiła Komisję Europejską o publicznym dokapitalizowaniu przez władze gmin Gdyni i Kosakowa firmy odpowiedzialnej za budowę i prowadzenie portu Gdynia-Kosakowo kwotą o równowartości 52 mln euro.
Mając na względzie pojawiające się zarzuty o potencjalny niekorzystny wpływ lotniska na ruch w porcie lotniczym w Gdańsku, 28 czerwca 2013 prezydent Gdyni zaproponował zawarcie umowy, na mocy której Port Lotniczy Gdańsk sp. z o.o. pełniłby funkcję podmiotu zarządzającego lotniskiem gdyńskim oraz operującego na infrastrukturze portu lotniczego Gdynia-Kosakowo.
2 lipca 2013 Komisja Europejska ogłosiła, że wszczęła postępowanie wyjaśniające w sprawie finansowania budowy lotniska cywilnego w Gdyni. W szczególności wątpliwości KE wzbudziły zawarte w biznesplanie szacunki dotyczące wielkości ruchu lotniczego oraz przychodów w sytuacji, w której położony nieopodal port lotniczy w Gdańsku nie jest przeciążony (2012 – 2,9 mln osób przy przepustowości 5 mln) i oferuje niższe opłaty lotniskowe niż te przewidziane dla portu Gdynia-Kosakowo. Władze Gdyni w zgłoszeniu do KE badającego prawidłowość zachowania równowagi rynkowej w momencie udzielenia spółce Port Lotniczy Gdynia Kosakowo kwoty 52 mln euro dotacji (ca ~ 217 mln zł, według kursu euro na dzień 12 sierpnia 2013), przekazały nieprawdziwe dane dotyczące poziomu ruchu pasażerskiego i przepustowości lotniska w Gdańsku.
11 lutego 2014 zapadła decyzja Komisji Europejskiej stwierdzającej nielegalność przyznanej dotacji spółce Port Lotniczy Gdynia-Kosakowo. Komisja Europejska stwierdziła, że środki publiczne przekazane przez gminy Gdynia i Kosakowo na rzecz portu lotniczego Gdynia-Kosakowo przyznają beneficjentowi nienależną przewagę konkurencyjną, w szczególności nad lotniskiem w Gdańsku, co stanowi naruszenie unijnych zasad pomocy państwa. W komentarzach publicystycznych do tej decyzji często mylnie sugerowano, że dotyczy ona konieczności zwrotu środków unijnych wydatkowanych jakoby na rozbudowę lotniska (interpretując wysokość wsparcia gminnego nominowanego w euro jako wsparcie unijne) oraz pomijano fakt, że samo lotnisko w Gdańsku jest także inwestycją publiczną, sfinansowaną przez miasta Gdańsk, Gdynię i Sopot oraz z budżetu Skarbu Państwa, a także w istotnym stopniu ze środków unijnych (argument „nienależnej przewagi konkurencyjnej”).
Komisja Europejska prowadziła postępowanie na wniosek władz Gdyni.
W opracowanym w 2010 r. planie generalnym lotniska znalazła się informacja wskazująca, że działania podejmowane przez władze Gdyni względem lotniska w Kosakowie prędzej czy później mogą spotkać się z zarzutem Komisji Europejskiej o niezgodnym z regułami wspólnego rynku postępowaniu. Fakt ten pomijany był przez prezydenta Gdyni Wojciecha Szczurka w debacie publicznej.
12 marca 2014 Zarząd Portu Lotniczego Gdynia-Kosakowo Sp. z o.o. złożył wniosek o ogłoszenie upadłości likwidacyjnej.
7 maja 2014 Sąd Rejonowy w Gdańsku ogłosił upadłość spółki zarządzającej portem lotniczym.
14 stycznia 2016 Najwyższa Izba Kontroli opublikowała raport z wynikami kontroli, potwierdzający zasadność inwestycji i podkreślający, że „rozbudowa lotniska wpisywała się w strategiczne cele na poziomie krajowym i regionalnym” (brak takiej celowości był podnoszony w decyzji Komisji Europejskiej).
W 2017 r. sąd uchylił decyzję Komisji Europejskiej, jednakże mimo tego władze Gdyni zrezygnowały z uruchamiania regularnych linii pasażerskich, zadowalając się jedynie dopuszczeniem ruchu małych samolotów cywilnych.
W 2020 r. syndyk masy upadłościowej lotniska Gdynia-Kosakowo ogłosił przetarg nieograniczony na sprzedaż przedsiębiorstwa zarządzającego portem lotniczym, z ceną wywoławczą w wysokości 7,1 mln zł. Najkorzystniejszą ofertę o wartości 8 mln 666 tys. zł netto złożyła spółka INBAP Intermodal z Białej Podlaskiej, jednak mimo zawarcia 14 stycznia 2021 wstępnej umowy sprzedaży, z uwagi na nieuzyskanie zaświadczeń wymaganych przez prawo lotnicze, transakcji nie sfinalizowano. W kolejnym przetargu port lotniczy został zakupiony przez gminę Kosakowo w celu prowadzenia działalności General Aviation, czyli obsługi prywatnych awionetek, szybowców, skoków ze spadochronem i ewentualnie szkoły pilotażu za kwotę 7 mln 150 tys. zł. Akt notarialny podpisano 7 maja 2021, a 14 maja 2021 protokolarnie przejęto majątek lotniska.
12 lipca 2024 o godz. 13:05 na lotnisku doszło do wypadku. Zginął żołnierz 41 Bazy Lotnictwa Szkolnego mjr pil. Robert Jeł, który wykonywał lot treningowy samolotem M-346 Bielik o numerze bocznym 7714 przygotowując się do pokazów z okazji 30-lecia Brygady Lotnictwa Marynarki Wojennej.